# أوليف سكوت
أوليف سكوت (بالإنجليزية: Olive Scott)‏، هي زميلة كلية الأطباء الملكية (اسمها المعطى شارب؛ ولدت في 25 يونيو 1924 – توفيت في 4 مارس 2007) كانت طبيبة قلب أطفال إنكليزية وأول شخص في بريطانيا يتم تعيينه في منصب استشاري في أمراض قلب الأطفال.

## حياتها المبكرة
ولدت أوليف شارب في 25 يونيو 1924 في كارلايل، كمبريا. ودرست في ثانوية كارلايل وكاونتي للبنات وأكملت دراسة الطب في مدرسة طبشفيلد في عام 1948. وتزوجت لاحقًا من عالم المناعة الإنجابية جيمس سكوت.

## حياتها المهنية
كانت سكوت طبيبة مبتدئة في مدينة ليفربول، حيث عملت مع طبيب القلب جون هاي ونمَّت اهتمامًا بأمراض القلب الخلقية لدى الأطفال. وقد حصلت من خلال بحثها في الدراسات العليا على درجة الدكتوراه في عام 1957. ثم انتقلت سكوت إلى ليدز بعد تعيين زوجها أستاذًا في جامعة ليدز في عام 1961، وبدأت العمل في مستوصفليدزالعام.
في عام 1966، تم تعيين سكوت كاستشارية في أمراض قلب الأطفال من قِبل مستشفى كيلينغبيك؛ وكانت أول شخص في بريطانيا يشغل هذا المنصب. وفي نفس السنة، أصبحت أول شخص في بريطانيا يجري عملية فغرالحاجزبالبالون بعدما تعلمت كيفية القيام بهذه العملية من مخترعها ویلیام راشكند.
وقد فهمت سكوت أيضًا أهمية تدخل الآباء في مشاكل أطفالهم الطبية وأرادتهم أن يفهموا معلومات عن أمراض القلب الخلقية.
ساعدت مؤسسة القلب البريطانية سكوت في إنشاء كتيب للآباء يحتوي على صور تعليمية ومعلومات مكتوبة عن المرض الذي قد يكون لدى أطفالهم. وبالإضافة إلى الكتيب، قدمت سكوت سكنًا للآباء، وذلك لكي يستطيع الآباء البقاء باستمرار مع طفلهم في المستشفى.
كان أكثر أعمال سكوت شهرة تعاونًا مع زوجها جيمس سكوت؛ لاحظواأن مشاركة الأضدادالذاتية منالأمAnti-SSA/Roوالأضدادالذاتيةanti-La و إحصارالقلب الخلقي عند أطفالهم. اكتشفت سكوت العلاقة السببية بين الذئبة الحمامية الشاملة الموروثة من الأم والأطفال الرضّع الذين لديهم إحصار قلب خلقي. وشاركت سكوت أيضًا في تأليف كتاب مدرسي رئيسي بعنوان أمراض القلب في طب الأطفال، والذي نُشر لأول مرة في عام 1973 وتم تنقيحه على ثلاث إصدارات. تم انتخابها كزميلة في كلية الأطباءالملكية في عام 1972. على نطاق أوسع، كانت سكوت أحد الأعضاء المؤسسين لرابطة أمراض قلب الأطفال الأوروبية. وقامت سكوت بتدريب العديد من الأطباء الأجانب في حياتها المهنية في تخصصها. كانت أيضًا تُعرَف بأسلوبها الإنكليزي المثالي في الإلقاء، وساعدهاهذافيعلاقاتها الخارجية.

## حياتها اللاحقة
تقاعدت سكوت من الطب في عام 1986. توفيت في هاروغيت في الرابع من مارس عام 2007.